# Фурнье, Джек
Джон Фрэнк Фурнье (англ. John Frank Fournier, 28 сентября 1889, О Сейбл, Мичиган — 5 сентября 1973, Такома, Вашингтон) — американский бейсболист, игрок первой базы. Выступал в МЛБ с 1912 по 1927 год. Лучший игрок Национальной лиги по количеству хоум-ранов в 1924 году. Один из лучших отбивающих в истории Лиги.

## Биография

### Ранние годы
Джек Фурнье родился в лагере лесорубов вблизи поселений О Сейбл и Оскода в штате Мичиган. Долгое время считалось что он родился в 1892 году, но сейчас историки бейсбола указывают 1889 год. Города-близнецы, расположенные на противоположных берегах реки О Сейбл, сгорели в 1911 году и записей о рождении Джека не сохранилось.
В возрасте трёх лет его семья переехала в Абердин в штате Вашингтон. Там он прожил следующие десять лет. Несмотря на то, что Джек рос в месте, где лесозаготовки были основным занятием населения, сам он никогда не думал о карьере лесоруба. В детстве Фурнье работал посыльным на железной дороге и помощником конюха. Там же он начал играть в бейсбол с другими мальчишками.
В 1903 году в Абердине произошёл сильный пожар, уничтоживший сто сорок зданий. Это сказалось на экономике города и спустя два года семья Фурнье снова переехала. Новым домом для них стала Такома. В этом городе Джек вырос и вернулся в него после завершения карьеры в бейсболе. Он играл в бейсбол за школьную команду, которая также проводила выставочные матчи с командами младших лиг из соседних городов. Игра с профессионалами дала Фурнье возможность развивать свои навыки и, в дальнейшем, самому начать выступления на высоком уровне. В тот период Джек играл на позиции кэтчера и сменил амплуа только после того, как попал в состав «Чикаго Уайт Сокс».

### Профессиональная карьера
Карьеру в профессиональном бейсболе Джек начал в 1908 году в команде «Сиэтл Сайуошис» в Северо-западной лиге. За клуб он играл всего две недели, после чего перешёл в команду из Абердина. На протяжении следующих двух лет он играл за клубы из Портленда, Сакраменто и Ванкувера, пытаясь проявить себя и попасть в команду более высокого уровня. В 1911 году усилия Фурнье увенчались успехом. В июне он подписал контракт с командой «Мус-Джо Робин Худс», которая выступала в Лиге Западной Канады. За клуб Джек провёл 109 матчей и стал лучшим в составе по проценту отбивания (37,7), количеству хитов, даблов и триплов. 

#### Чикаго Уайт Сокс
Во время игры в Калгари на Фурнье обратил внимание скаут «Бостон Ред Сокс» Тед Салливан. Джека пригласили на просмотр, но пробиться в состав он не смог и его контракт был продан «Чикаго Уайт Сокс». В марте 1912 года он присоединился к своей новой команде на весенних предсезонных сборах. Главный тренер Уайт Сокс Никси Кэллахан планировал поставить Фурнье на позицию игрока второй базы, но, увидев его на тренировках, изменил своё решение и перевёл его на первую базу. В сезоне 1912 года Джек провёл всего 35 матчей, в которых отбивал с показателем 19,2 %. В августе он покинул «Чикаго» и перешёл в «Монреаль Роялс», которые играли в Международной лиге.
В «Уайт Сокс» он вернулся в начале 1913 года. Вместе со вторым составом команды он принял участие в выставочной серии игр с Лос-Анджелес Энджелс. По итогам серии тренер «Уайт Сокс» Кид Глисон подверг Фурнье критике за его слабую игру на бите. Тем не менее, по ходу начавшегося сезона результаты Джека стали улучшаться. В чемпионате он сыграл за «Чикаго» в 68-и матчах, отбивая с показателем 23,3 %, а также выбил свой первый хоум-ран в МЛБ. После завершения сезона Джек Фурнье вернулся в Такому где женился на Хелене Каммингс. 
29 января 1914 года Фурнье получил телеграмму от своего друга Джо Тинкера, предлагавшего ему перейти в только что созданную Федеральную лигу. Джек отклонил предложение и в марте присоединился к «Уайт Сокс» на сборах в Калифорнии. Под руководством Глисона он продолжил работать над своим ударом и по ходу чемпионата. Кроме того, Джек стал значительно более терпеливым, что позволило уменьшить количество страйк-аутов. 
В чемпионатах 1914 и 1915 годов Фурнье смог раскрыть свой потенциал. Впервые в карьере его проценты отбивания и слаггинга были выше 30. Закрепиться в основном составе Уайт Сокс помог ему и уход из команды Хэла Чейза. В 1915 году по показателю слаггинга Фурнье стал лучшим в Американской лиге. При этом он очень плохо играл в защите, мало передвигаясь по полю и ловя в основном те мячи, которые отбивали прямо в него. В 1914 году в 97-и играх на первой базе он допустил 25 ошибок. В 1915 году их было «всего» 10 в 65-и играх. Ошибался он и когда его ставили играть на позицию аутфилдера. 
Несмотря на свои слабые стороны, Фурнье стал одним из самых популярных игроков в Лиге. Генеральный менеджер «Вашингтон Сенаторз» Кларк Гриффит предлагал отдать за Джека Чика Гэндила, который был одним из лучших защитников Лиги. Поступало предложение об обмене и от «Сент-Луис Браунс». Оба предложения владелец «Уайт Сокс» Чарльз Комиски отверг, но будущее Фурнье в составе «Чикаго» оставалось под вопросом. В одной из статей в газете Chicago Daily Tribune высказывалось мнение, что для команды будет лучше, если Джек будет играть только в качестве выходящего на замену бьющего.
Тем не менее, сезон 1916 года он начал в качестве основного игрока «Уайт Сокс». Чемпионат сложился для Фурнье неудачно — показатель отбивания упал до 24,0 % и стало очевидно, что неотбивающий Джек для команды бесполезен. В 85-и играх сезона он допустил 22 ошибки. Состав команды также пополнил Джек Несс, опыт которого в МЛБ ограничивался 12-ю матчами за «Детройт Тайгерс» в 1911 году. Несмотря на это Несс сыграл на первой базе в 75-и играх, действуя в защите лишь немногим лучше Фурнье. Стало очевидным, что карьера Джека в Чикаго подходит к концу. В феврале 1917 года Комиски приобрёл Чика Гэндила, занявшего место на первой базе. В мае «Уайт Сокс» отказались от прав на Фурнье. Интерес к нему проявляли «Кливленд Индианс» и «Филадельфия Атлетикс», но контракт он так и не подписал. В результате, проведя 444 матча в МЛБ, Фурнье оказался в младшей лиге в «Лос-Анджелес Энджелс».  
Переход в новую команду помог Джеку оживить свою карьеру. В 1917 году он сыграл за Энджелс 144 игры, отбивая с показателем 30,5 %, а также улучшил свою игру в защите. Ещё лучше сложился чемпионат 1918 года: показатель отбивания составил 32,5 %, а слаггинга — 48,5 %. В том же сезоне он провёл 27 матчей за «Нью-Йорк Янкис», которым потребовался игрок на первую базу после того, как Уолли Пипп отправился на военную службу. Несмотря на неплохие статистические показатели, «Янкис» решили не предлагать Фурнье полноценный контракт. Сезон 1919 года он провёл в составе «Энджелс», а после его окончания решил заняться бизнесом. В газете Atlanta Constitution писали, что Фурнье и ещё один бейсболист Джим Скотт планируют открыть фирму по продаже смазочных масел в Сиэтле. 

#### Продолжение карьеры
В апреле 1920 года Фурнье вернулся в Главную лигу бейсбола, подписав контракт с «Кардиналс». Генеральный менеджер команды Бранч Рикки решил дать игроку шанс и не прогадал. На руку Джеку сыграли и изменения в правилах Лиги, повысившие результативность игры. В Сент-Луисе он отыграл три сезона, всё так же слабо действуя в защите, Фурнье отбивал с процентом 31,7. После завершения чемпионата 1922 года его обменяли в «Бруклин Робинс», где его показатель отбивания за три сезона равнялся уже 34,5 %. Кроме того, он выбил 71 хоум-ран и сделал 348 RBI. В 1925 году он считался вторым по силе отбивающим Лиги после Бейба Рута. 
В этот период у Джека начали появляться психологические проблемы. В январе 1924 года его признали виновным в нападении и оштрафовали на 25 долларов. В апреле 1925 года во время матча он набросился с кулаками на игрока «Филадельфии» Бенни Мейера. После этого инцидента он был дисквалифицирован на пять дней и оштрафован на 100 долларов. В том же году Джек очень болезненно реагировал на свист трибун в его адрес и в одном из интервью заявил, что больше не хочет выходить на поле в Бруклине. Тем не менее, он сыграл 87 матчей в чемпионате 1926 года, показывая хорошую игру на бите. После окончания сезона он попросил руководство команды отпустить его и просьбу удовлетворили.  
Весной 1927 года Фурнье подписал контракт с «Бостон Брэйвз». Этот год стал для него последним в МЛБ. За бостонскую команду Джек сыграл в 122-х матчах, отбивая с показателем 28,3 % и сделав 10 хоум-ранов. Ходили слухи, что владелец «Брэйвз» Эмиль Фукс рассматривает возможность назначения Фурнье на пост главного тренера клуба вместо Дэйва Бэнкрофта. В начале 1928 года Джек присоединился к команде «Ньюарк Бэрз», которая выступала в Международной лиге. Отыграв сезон, он завершил карьеру игрока. 

### Функционер
В 1929 году Джек начал работать в страховой компании в Сент-Луисе, а спустя три года переехал в Лос-Анджелес. В 1934 году он устроился главным тренером бейсбольной команды Калифорнийского университета. Под началом Фурнье команда боролась за титул в Калифорнийской студенческой лиге. В том же году он снялся в фильме о бейсболе Death on the Diamond. 
В университетской команде Джек проработал до 1936 года, после чего вернулся в МЛБ в качестве скаута клуба «Сент-Луис Браунс». Этот пост он занимал до 1942 года, когда «Браунс» сократили штат скаутов по финансовым причинам. После этого Фурнье занял пост главного тренера «Толидо Мад Хенс» — одного из фарм-клубов «Браунс». Через год он вновь перешёл на работу в скаутскую службу, которой руководил до 1949 года.
С 1950 по 1957 год Фурнье работал скаутом «Чикаго Кабс» на северо-западе США. Затем занимал аналогичную должность в «Детройт Тайгерс» (1960) и «Цинциннати Редс» (1961—1962). Это была его последняя работа в бейсболе. 
Джек Фурнье умер в доме престарелых в Такоме 5 сентября 1973 года.